# Bogoutchar
Bogoutchar (en russe : Богучар) est une ville de l'oblast de Voronej, en Russie, et le centre administratif du raïon de Bogoutchar. Sa population s'élevait à 11 048 habitants en 2020.

## Géographie
Bogoutchar est arrosée par la rivière Bogoutchar, à 6 km de sa confluence avec le Don. Bogoutchar se trouve à 216 km au sud-est de Voronej et à 678 km au sud de Moscou.

## Histoire
Fondée en 1716, Bogoutchar a le statut de ville depuis 1779.
Pendant la Seconde Guerre mondiale, Bogoutchar fut occupée par l'Allemagne nazie du 10 juillet au 19 décembre 1942.

## Population
Recensements ou estimations de la population
| 1856  | 1897* | 1926* | 1939* | 1959* | 1970* |
| ----- | ----- | ----- | ----- | ----- | ----- |
| 2 400 | 6 636 | 7 943 | 4 300 | 3 444 | 6 606 |

| 1979* | 1989* | 2002*  | 2010*  | 2013   | 2014   |
| ----- | ----- | ------ | ------ | ------ | ------ |
| 7 277 | 8 499 | 13 756 | 11 811 | 11 281 | 11 193 |

| 2015   | 2016   | 2017   | 2018   | 2019   | 2020   |
| ------ | ------ | ------ | ------ | ------ | ------ |
| 11 162 | 11 190 | 11 295 | 11 270 | 11 192 | 11 048 |

## Économie
Bogoutchar possède quelques industries alimentaires et de matériaux de construction.
Dans la ville se trouve le quartier général de la 10e division blindée Oural-Lvov des forces terrestres de l'armée russe, formée en 1943, et qui s'illustra pendant la Seconde Guerre mondiale.

## Transports
Bogoutchar est desservie par la route M4 / E115 et se trouve à 716 km de l'autoroute périphérique de Moscou et à 834 km de l'extrémité méridionale de la route, à Novorossiisk.

## Personnalité
- Alexandre Afanassiev (1826-1871), collecteur et éditeur de contes populaires.